# Podnoszenie ciężarów na Letnich Igrzyskach Olimpijskich 1936 – waga średnia mężczyzn
Rywalizacja w wadze do 75 kg mężczyzn w podnoszeniu ciężarów na Letnich Igrzyskach Olimpijskich 1936 odbyła się 5 sierpnia 1936 roku w hali Deutschlandhalle. W rywalizacji wystartowało 16 zawodników z 12 krajów. Tytułu sprzed czterech lat nie obronił Niemiec Rudolf Ismayr, który tym razem zajął drugie miejsce. Nowym mistrzem olimpijskim został Egipcjanin Chadr at-Tuni, zaś trzecie miejsce zajął kolejny reprezentant gospodarzy - Adolf Wagner.

## Wyniki
| Pozycja | Zawodnik           | Reprezentacja        | Waga | Wyciskanie | Wyciskanie | Wyciskanie | Rwanie | Rwanie | Rwanie | Podrzut | Podrzut | Podrzut | Wynik |
| Pozycja | Zawodnik           | Reprezentacja        | Waga | 1          | 2          | 3          | 1      | 2      | 3      | 1       | 2       | 3       | Wynik |
| ------- | ------------------ | -------------------- | ---- | ---------- | ---------- | ---------- | ------ | ------ | ------ | ------- | ------- | ------- | ----- |
| 1. !    | Chadr at-Tuni      | Królestwo Egiptu     | 74,8 | 107,5      | 115,0      | 117,5      | 107,5  | 115,0  | 120,0  | 140,0   | 150,0   | 155,0   | 387,5 |
| 2. !    | Rudolf Ismayr      | III Rzesza           | 74,0 | 102,5      | 107,5      | 110,0      | 102,5  | 110,0  | 110,0  | 135,0   | 140,0   | 142,5   | 352,5 |
| 3. !    | Adolf Wagner       | III Rzesza           | 74,4 | 97,5       | 105,0      | 105,0      | 105,0  | 110,0  | 112,5  | 135,0   | 140,0   | 142,5   | 352,5 |
| 4       | Anton Hangel       | Republika Austriacka | 73,6 | 90,0       | 95,0       | 97,5       | 105,0  | 110,0  | 110,0  | 130,0   | 137,5   | 140,0   | 342,5 |
| 5       | Stanley Kratkowski | Stany Zjednoczone    | 74,9 | 90,0       | 95,0       | 97,5       | 102,5  | 102,5  | 107,5  | 135,0   | 140,0   | 140,0   | 337,5 |
| 6       | Hans Valla         | Republika Austriacka | 74,7 | 97,5       | 102,5      | 105,0      | 97,5   | 102,5  | 105,0  | 130,0   | 135,0   | 140,0   | 335,0 |
| 7       | Carlo Galimberti   | Włochy               | 74,5 | 100,0      | 105,0      | 105,0      | 97,5   | 102,5  | 105,0  | 130,0   | 132,5   | -       | 332,5 |
| 8       | Pierre Alleene     | Francja              | 75,0 | 85,0       | 90,0       | 92,5       | 100,0  | 105,0  | 107,5  | 130,0   | 135,0   | 137,5   | 330,0 |
| 9       | Stefan Lindeberg   | Szwecja              | 73,5 | 85,0       | 90,0       | 92,5       | 95,0   | 102,5  | 110,0  | 130,0   | 135,0   | 135,0   | 327,5 |
| 10      | Josef Hantych      | Czechosłowacja       | 74,9 | 80,0       | 85,0       | 87,5       | 97,5   | 105,0  | 107,5  | 125,0   | 130,0   | 135,0   | 327,5 |
| 11      | Régis Lepreux      | Francja              | 73,3 | 90,0       | 90,0       | 90,0       | 95,0   | 100,0  | 105,0  | 120,0   | 125,0   | 130,0   | 315,0 |
| 12      | Harold Laurance    | Wielka Brytania      | 74,6 | 82,5       | 87,5       | 90,0       | 90,0   | 95,0   | 97,5   | 122,5   | 130,0   | 130,0   | 315,0 |
| 13      | Albert Aeschmann   | Szwajcaria           | 74,5 | 90,0       | 95,0       | 97,5       | 90,0   | 95,0   | 97,5   | 120,0   | 125,0   | 130,0   | 315,0 |
| 14      | Walter Good        | Stany Zjednoczone    | 74,8 | 90,0       | 95,0       | 97,5       | 95,0   | 95,0   | 100,0  | 125,0   | 130,0   | 130,0   | 315,0 |
| 15      | U Zaw Weik         | Indie Brytyjskie     | -    | 82,5       | 87,5       | 90,0       | 95,0   | 95,0   | 100,0  | 122,5   | 130,0   | 130,0   | 310,0 |
| 16      | Gyula Csinger      | Węgry                | -    | -          | 85,0       | -          | 85,0   | -      | -      | 115,0   | 120.0   | 120,0   | 290,0 |